# Scheemderzwaag
Scheemderzwaag est un hameau qui fait partie de la commune d'Oldambt dans la province néerlandaise de Groningue.
Près de Scheemderzwaag, les canaux de Meedenerdiep et d'Opdiep se rejoignent ; d'ici part le Termunterzijldiep.